# Willa Biały Domek w Krakowie

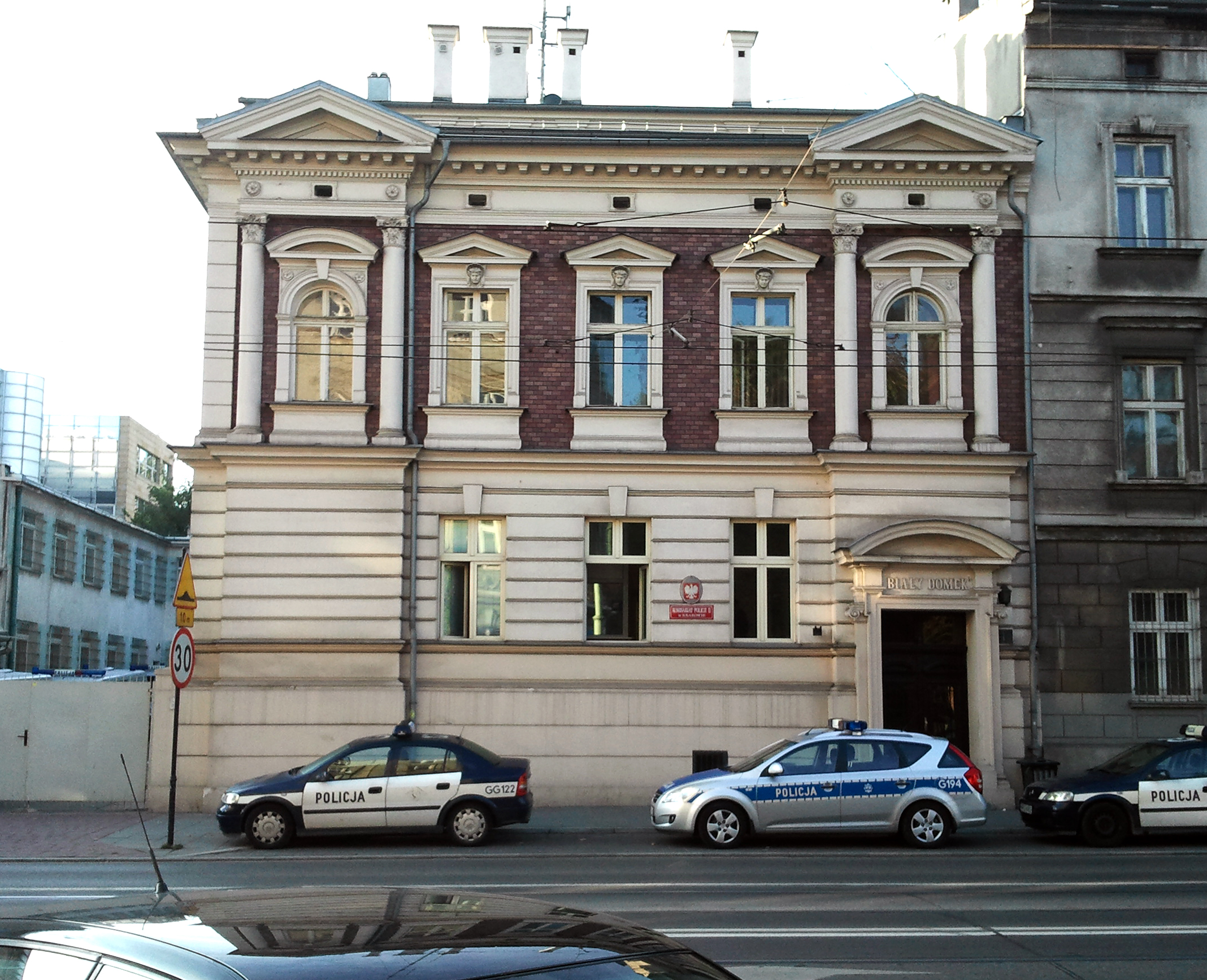
Willa Biały Domek – widok od strony północnej (od ul. Lubicz).

Willa Biały Domek – zabytkowy budynek znajdujący się w Krakowie, w dzielnicy II Grzegórzki, przy ul. Lubicz 21, na Wesołej.
Neorenesansowy budynek powstał w 1886 roku. Projektował go architekt Antoni Siedek. Był to jego dom własny.
W okresie I wojny światowej był ośrodkiem polskiej konspiracji. Mieszkał w nim dowódca III Brygady Legionów płk. Bolesław Roja, mianowany przez Polską Komisję Likwidacyjną 31 października 1918 roku komendantem wojskowym zachodniej i środkowej Galicji.
Po II wojnie światowej znajdował się w nim komisariat milicji, a obecnie w budynku znajduje się Komisariat Policji II w Krakowie.